# アメリカ・チャベス
アメリカ・チャベス（America Chavez）は、マーベル・コミック発行のアメリカン・コミックスに登場する、スーパーヒーローの一人。ジョー・ケーシーとニック・ドラゴッタによって創造され、2011年9月の『Vengeance』第1号でデビューした。
彼女は、ラテン系アメリカ人のレズビアンであり、マデリーン・ジョイスから“ミス・アメリカ”の肩書きを継承した。

## コンセプトと創作
アメリカ・チャベスを創造したジョー・ケーシーは、自分が若い頃にある人物に共感したように、観客の心に深く響くようなキャラクターを作りたいという願望を表明した。2010年を振り返って、彼は実質的なラテン系スーパーヒーローが存在するかどうかについての不確実性を認めたが、彼は時代が彼女を受け入れるように進化したことに満足している。更にケーシーは、チャベスに独特の個性と強い自信を吹き込み、彼女を恐るべき強さと決意を持った人物として思い描いたと語った。彼は、チャベスを「マーベル・ユニバースのモハメド・アリ」として考え、伝統的な役割を超越したヒロイズムを体現している。

## 発行履歴

### 2010年代
アメリカ・チャベスは2011年9月の『Vengeance』第1号でデビューした。その後、2013年のキーロン・ギレンとジェイミー・マッケルヴィーによる『ヤング・アベンジャーズ』シリーズ、2015年のG・ウィロー・ウィルソンとマルグリート・ベネットによる『A-Force』シリーズ、アル・ユーイングとケネス・ロカフォートによる『All-New, All-Different Marvel』構想の一環の『アルティメッツ』シリーズ、ジェフ・レミアとラモン・ペレスによる『All-New Hawkeye』シリーズや、『アベンジャーズ』のワンショットに登場した。
2016年には、ニューヨーク・コミコンで発表されたアメリカ・チャベスを主人公とするコミックブックのシリーズ化を、さまざまな批評家が賞賛した。
2017年、ギャビー・リヴェラによる初の単独コミックブックシリーズである『アメリカ』シリーズ、『シークレット・エンパイア』シリーズに登場。
2018年には、『ウェスト・コースト・アベンジャーズ』、『スーペリア・スパイダーマン』シリーズに登場した。
2019年には『Avengers No Road Home』シリーズに登場した。

### 2020年代
2021年、チャベスはリンダ・バスケスとカルロス・ゴメスによる2作目のソロコミックシリーズ『America Chavez: Made in the USA』や『Marvel's Voices Comunidades』に登場した。
2022年、『Hawkeye: Kate Bishop』シリーズや、マーベル・アンリミテッド限定のワンショット『Who Is... America Chavez』と『Strange Tales: Clea, Wong & America Infinity Comic』、アンソロジーシリーズの『Marvel's Voices : Pride』 と『Marvel's Voices Infinity Comic』、『Marvel's Voices: Comunidades』、アル・ユーイングによる『Defenders: Beyond』 、ジム・ズブとショーン・イザークセによる『サンダーボルツ』 シリーズに登場した。
2023年にはアンソロジーシリーズ『Women of Marvel』や『Marvel's Voices: Pride』に登場した。
2024年には『アルティメッツ』や、ケリー・トンプソンとグリヒルによるワンショット『Venom War: It's Jeff』 に登場した。

## キャラクター経歴
自分が母親たちによって時間を超越した世界ユートピア・パラレルで育てられたと信じていたアメリカ・チャベスは、デミアージとして知られる存在の存在下にあった。彼女の記憶では、チャベスがおよそ6歳のとき、ユートピア・パラレルはブラックホールによる破壊の危機にさらされていた。チャベスの母たちはブラックホールを封印するために自らを犠牲にし、その結果、母たちの粒子はマルチバースに散らばってしまった。ヒーローへの憧れを抱きながらも、ユートピアに救済は必要ないと感じていたチャベスは、家からも責任からも逃げ出し、さまざまな世界を渡り歩くと、やがてミス・アメリカの名を冠し、スーパーヒーローとして密かに活動を始めた。
そしてティーン・ブリゲードに加入したチャベスは、イン・ビトゥイーナーをネバダ州に位置する政府の監禁施設から解放した。イン・ビトゥイーナーからの情報をもとに、“ヤング・マスターズ・イーヴィル”を阻止すべく出発したティーン・ブリゲードは 、ヤング・マスターズのキッド・ロキ勧誘を阻止しようとチャベスはメトロポリタン美術館に侵入するが、キッド・ロキによって6次元に送り込まれてしまった。
そこでティボロと戦い、後に“ラスト・ディフェンダーズ”、ジェニファー・ウォルターズ/シー・ハルク、ダイモン・ヘルストロームによってイン・ビトゥイーナーの指示のもと救出された。チャベスは“ラトヴェリア”でチームメイトと再会し、そこでブラクンヒュド、ヤングマスターズ、ドクター・ドゥームと戦った。戦闘後、ティーン・ブリゲードは密かに出発した。だがチャベスはその後、「音楽性の違い」を理由にティーン・ブリゲイドと袂を分かつことになる。
それからチャベスはアース212に旅立ち、後に10代のロキに声をかけられ、マルチバースのためにと説得されつつ、ウィッカンを殺すよう勧めたが、その提案にうんざりしたチャベスはロキと戦い、ウィッカンを守ることを決意した。アース616では、ロキによるウィッカンの家への魔法攻撃をチャベスが阻止し、ハルクリングが介入したものの、チャベスもロキもすぐにその場から逃走し、その後、ロキの呪文によって目覚めた異次元の寄生生物マザーからハルクリング、ウィッカン、ロキを救出した。彼らは全員マーベル・ボーイの船に乗って脱出し、セントラルパークでのマザー軍団との最後の対決に挑んだ。
それからチャベスは、男性に興味がないことをあっけらかんとチームに明かし、ティーンエイジャーの男性スーパーヒーロー、アルティメット・ヌリファイアとの一度きりのキスを実験だと決めつけた<。やがて彼女はEMTのリサと付き合い始め、踊った。彼女はまた、レディ・キャサリンに恋心を抱いており、2人は親密な関係になった。
2015年の『シークレット・ウォーズ』でチャベスは“A-Force”のメンバーとして登場するが、彼女のファンが“ラ・チキータス”と呼ばれるギャングを結成している。また、島国の“アルカディア”がメガロドンに襲われたとき、チャベスはアルカディアの国境を隔てる壁であるシールドを越えてメガロドンを放り投げたが、キング・ドゥームの掟を破ったとして彼女は逮捕され、残りの人生をシールドの保護に費やすよう宣告された。
『シークレット・ウォーズ』後、チャベスはブルー・マーベルに誘われ、新しく結成されたチーム“アルティメッツ”に加入し、ソトマイヨール大学に入学すると、元ヤング・アベンジャーズのチームメイトであるデヴィッド・アレイン/プロディジーともクラスを共有した。
『America Chavez: Made in the USA』シリーズでは、チャベスが自分の生い立ちについて描写され、これまで知られていなかった妹のカタリナから、自分の母親がエイリアンではなく、人間の医師アマリアとエレナ・チャベスであったことを思い出した。医師たちによって私有の島であるユートピア・パラレルに連れて行き、エッジス症候群という病気の治療に当てられた幼少期のチャベスたちだったが、それには邪悪な計画を立てていたことが判明した。チャベスは、その際の実験で超次元エネルギーにさらされ、超能力を手に入れた。医師たちの自己犠牲によって脱出したチャベスは、後にサンタナ家の養女となり、アメリカ・サンタナと名乗ることになった。カタリナは、アメリカが対処療法としてエイリアンの宇宙の話をでっちあげたことを示唆した。

## 能力・スキル
アメリカ・チャベスは実験によって超次元のエネルギーにさらされたため、銃弾に耐え、難燃性でもあり、通常のスピードでは年を取らない不死身の身体、超人的な力、耐久力、そして飛行能力をさまざまなスーパーパワーを身につけた。またチャベスは、空間に星型のポータルを蹴り開ける力を持っており、彼女とチームメイトはマルチバースを通り抜け、さまざまな次元への簡単な往来やタイムトラベルもできる。
彼女は超人的なスピードで動くことができ、光の形態ではモニカ・ランボー/スペクトラムが観測した光速に追いつき、それをほぼ超えることができる。
更にチャベスはパンチで敵を小さな星屑へと破裂させる能力を開発し、極限状態に追い込まれると、キャプテン・マーベルを負傷させるほどの強力なエネルギーを放つ大きな星を投射できる。
チャベスの“ハイパー・コズミック・アウェアネス”は、空間と時間における形而上学的な洞察力を可能にしている。
そして、ストリートファイトの経験も有し、訓練された格闘家でもあり、内なる力を利用することで、肉体的な戦闘能力を高められる。

## その他のバージョン

### 『エイジ・オブ・ウルトロン』
『エイジ・オブ・ウルトロン』では、本作におけるアメリカ・チャベスが登場。ニック・フューリーの隠れ家のひとつにチャベスの写真がある。

### 『All-New Hawkeye』
『All-New Hawkeye』では、年老いたチャベスがキャプテン・アメリカ・チャベスとして“S.H.I.E.L.D.” に属している。

### 『ハウス・オブ・M』
『ハウス・オブ・M』におけるチャベスは、ヤング・アベンジャーズの一員として、センチネルと戦う。

### 『アルティメット・ユニバース』
『アルティメット・ユニバース』シリーズの『アルティメッツ』では、30代半ばのチャベスが『アルティメット・インベイジョン』に引き続き登場する。メイカーに造り替えられた世界においてチャベスは、マイダスによってホワイトハウスの地下室で機械に接続され、彼女のエネルギーが北米連合の電力網の一部に使用されるように投獄されていることが示された。しかしチャベスはジャネット・ピム/ワスプとキャプテン・アメリカによって救われた。

## MCU版
『マーベル・シネマティック・ユニバース』（MCU）では、『ドクター・ストレンジ/マルチバース・オブ・マッドネス』で初登場。ソーチー・ゴメスが演じ、鬼頭明里が日本語吹替を担当する。

## その他のメディア
多くの作品で、ミス・アメリカとして登場・商品化。

### テレビアニメ
『マーベル ライジング』：ショートフィルムやテレビスペシャルに登場し、シエラ・ラミレスが声をあてた。

### その他の映画
- 『Marvel Rising: Secret Warriors』：シエラ・ラミレスが声をあてた。故郷の次元が“クリー”に攻撃されたことから、母親たちによって別の次元にテレポートされたチャベスは、自動車整備工場で働いた後、友人カマラ・カーン/ミズ・マーベルをハラ・ジ・アキューザーから救出するための活動にしぶしぶ関与する。

### ビデオゲーム
- 『Marvel's Women of Power』（Pinball FX 2）
- アンロッカブル・プレイヤーキャラクターとして登場。
  - 『マーベル・パズルクエスト』
  - 『マーベル・フューチャーファイト』
  - 『レゴ®マーベル アベンジャーズ』
  - 『Marvel Avengers Academy』：サンドラ・エスピノーザが声をあてた。
  - 『LEGO マーベル スーパー・ヒーローズ 2 ザ・ゲーム』
- プレイヤーキャラクターとして登場
  - 『Marvel オールスターバトル』
  - 『MARVEL ストライクフォース』
- 『マーベル・フューチャーレボリューション』：アシストキャラクターとして登場。
- 『MARVEL SNAP』：プレイ可能なカードとして登場。

### マーチャンダイス
- 2018年、ハズブロは『マーベル・ライジング』版のアメリカ・チャベス/ミス・アメリカのフィギュアを複数発売した。
- 2022年、ウォルト・ディズニー・カンパニー、ハズブロ、レゴ、Funkoの4社から、MCU版のアメリカ・チャベスのフィギュアがリリース・発売された。
- 2023年、ディズニーはMCU版のアメリカ・チャベスの耳用ヘッドバンドを発売した。

### その他
- 『マーベル・ユナイテッド』（CMON Limited発行のボードゲーム）
- 『Marvel Rising: Ultimate Comics』：シエラ・ラミレスが声をあてた[44]。
- ディズニー・カリフォルニア・アドベンチャー：MCU版アメリカ・チャベスがグリーティング・キャラクターとして登場する。

### 参考
1. 1 2 3  アベンジャーズキャラクター事典 2022, p. 9
2. ↑  Kroll, Katy (2022年3月2日). “Comic Writer Joe Casey Talks America Chavez's Upcoming Live Action Debut In Doctor Strange - Exclusive Interview” (英語). Looper. 2023年9月27日閲覧。
3. ↑  Chappell, Caitlin (2022年3月4日). “America Chavez Creator Joe Casey Shares His Hopes for the Superhero's MCU Debut” (英語). Comic Book Resources. 2023年9月27日閲覧。
4. ↑  Smith, Kirk (2019年4月25日). “Marvel's New 'Avengers: World' is What The MCU Needs” (英語). Screen Rant. 2023年10月3日閲覧。
5. ↑  Lovett, Jamie (2021年12月22日). “Doctor Strange in the Multiverse of Madness Trailer Offers First Look at America Chavez” (英語). ComicBook.com. 2023年2月6日閲覧。
6. ↑  Young Avengers vol. 2 #3. Marvel Comics.
7. ↑  Young Avengers vol. 2 #14. Marvel Comics.
8. ↑  Template:Multiref2
9. 1 2  Vengeance #1 (July 6, 2011). Marvel Comics.
10. ↑  Lealos, Shawn S. (2021年3月13日). “America Chavez: How the Young Avenger Crashed Into the Marvel Universe” (英語). Comic Book Resources. 2022年10月4日閲覧。
11. ↑  Vengeance #2–3. Marvel Comics.
12. ↑  Vengeance #4 (October 19, 2011). Marvel Comics.
13. ↑  Vengeance #5 (November 23, 2011). Marvel Comics.
14. ↑  Vengeance #6 (December 28, 2011). Marvel Comics.
15. ↑  Truitt, Brian (2013年1月22日). “Gillen plays a new superhero tune with 'Young Avengers'”. USA Today 2017年7月2日閲覧。
16. ↑  Young Avengers (vol. 2) #1. (January 23, 2013). Marvel Comics.
17. ↑  Parker, John R. (2013年6月26日). “Passion, Freedom And Motion In Gillen And McKelvie [Review”]. ComicsAlliance 2017年7月2日閲覧。
18. ↑  Young Avengers vol. 2 #1, #5 (May 22, 2013). Marvel Comics.
19. ↑  “Mark The End of Pride Month With Marvel”. Marvel.com (2017年6月30日). 2017年7月2日閲覧。
20. ↑  Rivera, Gabby (31 October 2017). America. Marvel. ISBN 9781302908812. OCLC 1008850301
21. ↑  A-Force #1 (May 20, 2015). Marvel Comics.
22. ↑  Siege #1 (July 15, 2015). Marvel Comics.
23. ↑  “America Chavez Is Heading to College—to Punch People Throughout History”.  io9 (2017年3月2日). 2017年7月2日閲覧。
24. 1 2  Gugliersi, Antonella (2022年5月7日). “America Chavez's Mothers In The Comics (& What Happened To Them)” (英語). Screen Rant. 2023年3月11日閲覧。
25. ↑  Macready, Tyler (2022年5月6日). “Who Is America Chavez in 'Doctor Strange in the Multiverse of Madness'?” (英語). Collider. 2022年10月4日閲覧。
26. ↑  America Chavez: Made in the USA #2 (April 7, 2021). Marvel Comics.
27. ↑  Lealos, Shawn S. (2021年4月16日). “America Chavez: The Future MCU Star Reveals Why She REALLY Left Her Family” (英語). Comic Book Resources. 2023年8月30日閲覧。
28. ↑  America Chavez: Made in the USA #3 (May 5, 2021). Marvel Comics.
29. ↑  Vengeance #4-5. Marvel Comics.
30. ↑  Young Avengers Vol 2 #7 (July 10, 2013). Marvel Comics.
31. ↑  America #2-3. Marvel Comics.
32. ↑  Ultimates Vol 3 #1. Marvel Comics.
33. ↑  America #1 (March 1, 2017). Marvel Comics.
34. 1 2  America #6 (August 30, 2017). Marvel Comics.
35. ↑  Ultimates 2 Vol 2 #1 (November 23, 2016). Marvel Comics.
36. ↑  America Chavez: Made in the USA #1 (March 3, 2021). Marvel Comics.
37. ↑  Young Avengers Vol 2 #1 (January 23, 2013). Marvel Comics.
38. ↑  Age of Ultron #2 (March 13, 2013). Marvel Comics.
39. ↑  Template:Multiref2
40. ↑  House of M Vol. 2 #4 (October 28, 2015). Marvel Comics.
41. ↑  Adams, Timothy (2024年7月11日). “Marvel's Ultimates Recruit a Young Avenger to Their Roster” (英語). ComicBook.com. 2024年8月1日閲覧。
42. ↑  The Ultimates Vol. 4 #2. Marvel Comics.
43. ↑  “鬼頭明里「ドクター・ストレンジ」新作吹替でMCU初登場のアメリカ・チャベスを担当”. 映画ナタリー (ナターシャ). (2022年4月7日) 2022年4月7日閲覧。
44. ↑  “Voice Of America Chavez (Marvel Rising: Ultimate Comics) – Behind The Voice Actors”. Behind The Voice Actors. 2024年3月7日閲覧。